# Wasserentnahmeturm

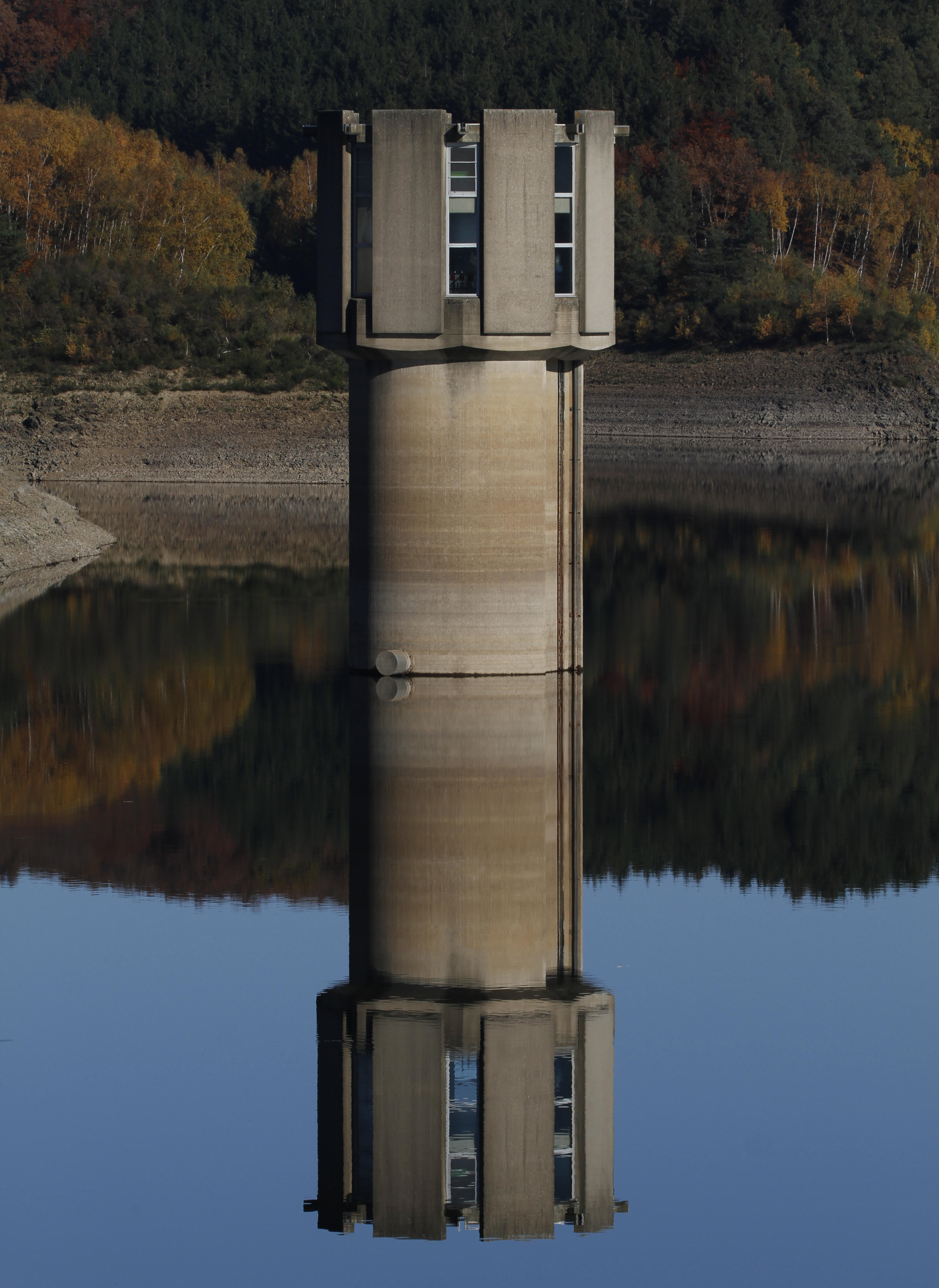
Wasserentnahmeturm der Wehebachtalsperre bei niedrigem Wasser

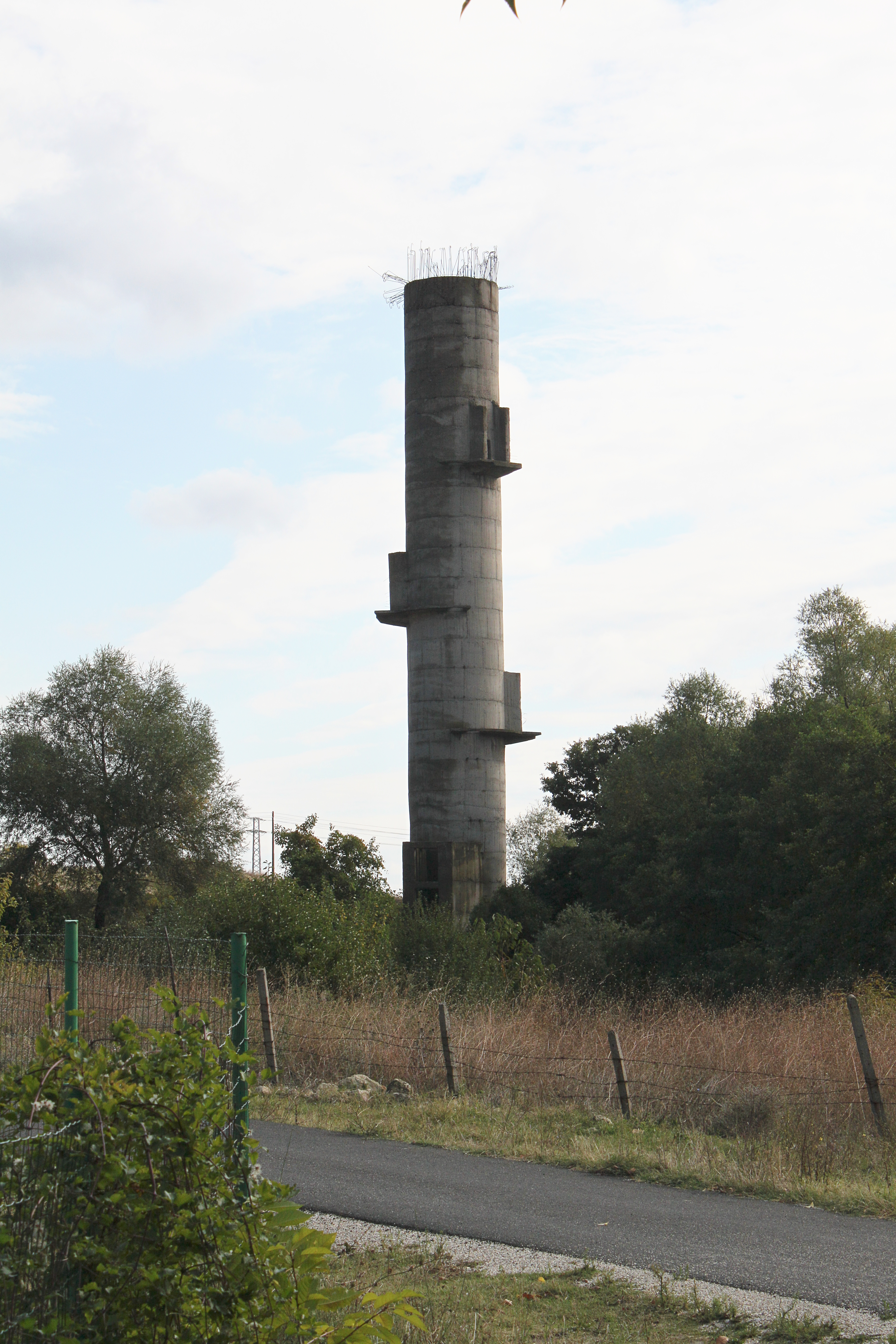
Wasserentnahmeturm (Bulgarien) vor dem Bau des Staudamms (der dann aber nicht realisiert wurde)

Als Wasserentnahmeturm bezeichnet man im Bauingenieurwesen ein Turmbauwerk, das innerhalb des Stauraums einer Talsperre oder sonstigen Stauanlage steht und zur Entnahme von Wasser, meist Trinkwasser dient.
Der Sinn eines derartigen Bauwerks besteht darin, durch mehrere übereinander angebrachte Einlässe gesteuert Wasser aus verschiedenen Wassertiefen entnehmen zu können, um mittels einer geeigneten Durchmischung ein gewünschtes Qualitätsniveau zu erreichen.

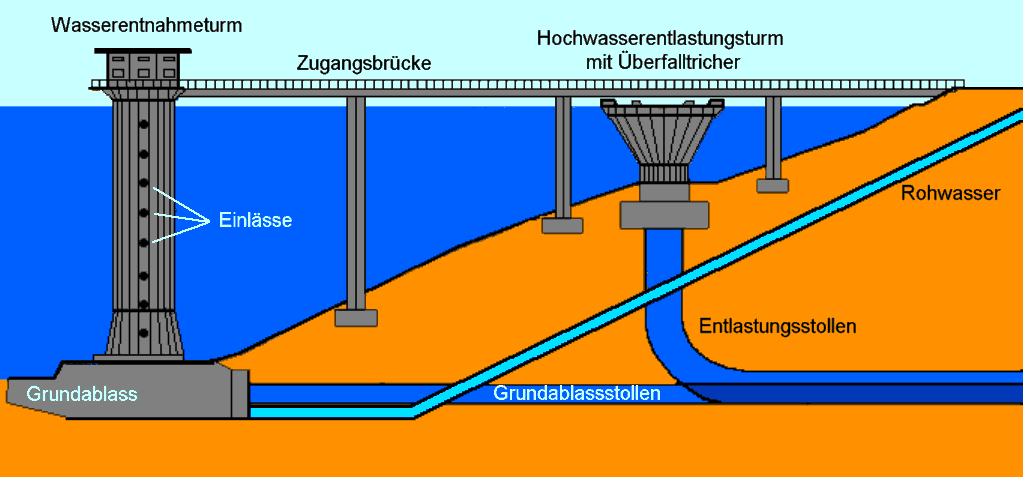
Wasserentnahmeturm, Grundablass und Hochwasserentlastungsturm mit Überfalltrichter der Großen Dhünntalsperre
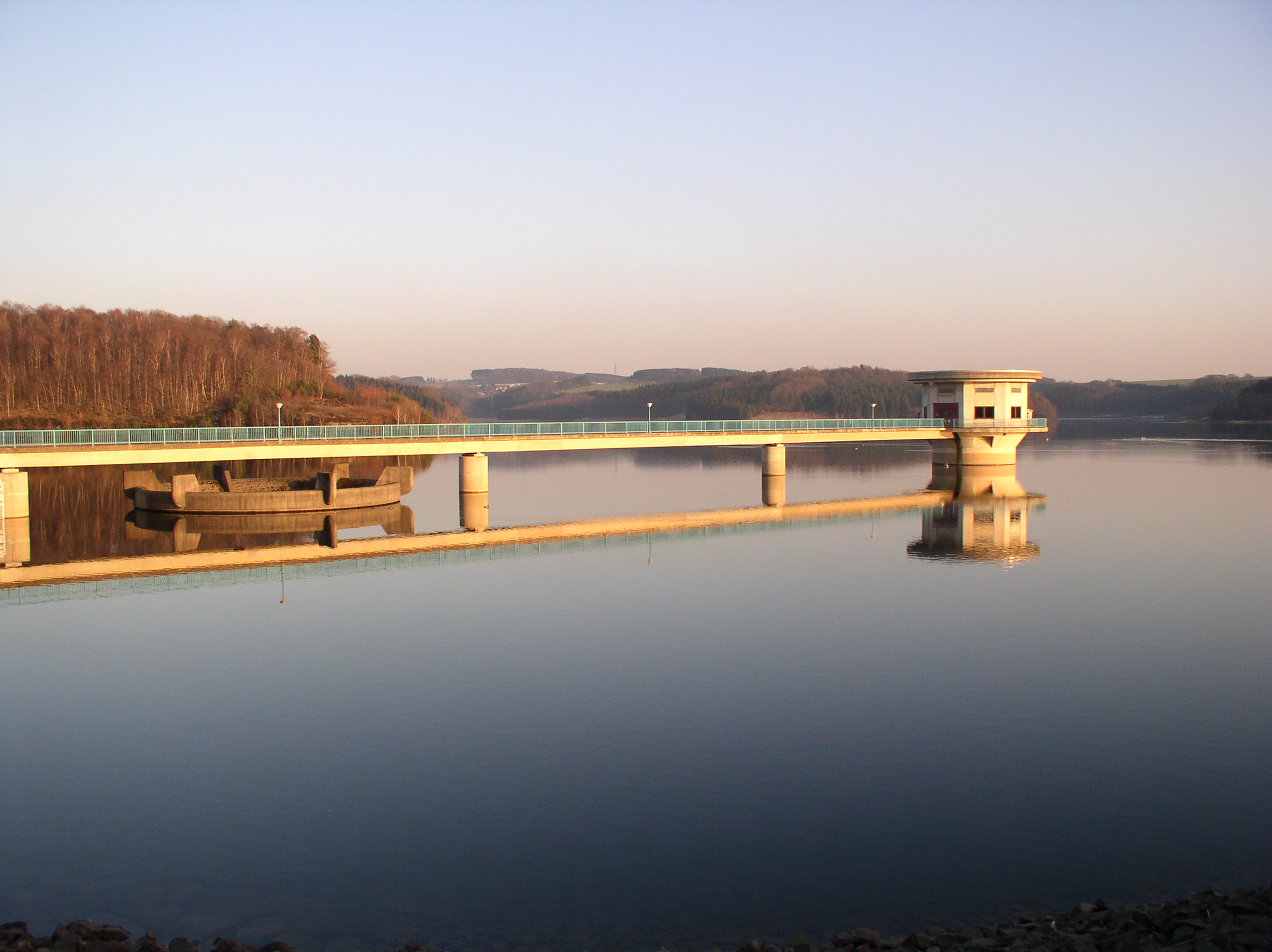
Wasserentnahmeturm (rechts) und Überfalltrichter (links) der Großen Dhünntalsperre

## Beispiele
- Trinkwassertalsperre Frauenau
- Talsperre Schönbrunn